# هلنا مورنو
هلنا مورنو (انگلیسی: Helena Moreno؛ زادهٔ ۳۰ سپتامبر ۱۹۷۷) روزنامه‌نگار، و سیاست‌مدار اهل ایالات متحده آمریکا است.